# Campodorus circumspectus
Campodorus circumspectus là một loài tò vò trong họ Ichneumonidae.